# Pachycephala lorentzi
El silbador de Lorentz (Pachycephala lorentzi) es una especie de ave paseriforme de la familia Pachycephalidae.

## Distribución geográfica y hábitat
Es endémica del centro de Nueva Guinea (Indonesia y Papúa Nueva Guinea).
Su hábitat natural son los bosques húmedos montanos subtropicales o tropicales.